# Aleja Ignacego Daszyńskiego w Krakowie
Aleja Ignacego Daszyńskiego (potocznie Planty Daszyńskiego) – aleja w Krakowie, w dzielnicy II Grzegórzki, na Grzegórzkach. Ma 873 m długości.

## Przebieg i zabudowa
Leży na naturalnym przedłużeniu ulicy Józefa Dietla, w związku z dawnym przebiegiem koryta Starej Wisły w śladzie tych dwóch dzisiejszych arterii. W nawiązaniu uprzedniej ulicy, powstała kompozycja jej założenia urbanistycznego charakteryzująca się centralnym pasem zieleni, dwiema jezdniami i zabudową w pierzejach. Kończy się na bulwarach wiślanych.
Najbardziej wysunięta na południe część alei nie ma charakteru pierzejowego. Po jej zachodniej stronie znajduje się nowy cmentarz żydowski. Po stronie wschodniej zaś, po wyburzeniu zabudowań rzeźni miejskiej powstał kompleks handlowo-rozrywkowy Galeria Kazimierz.
W osi alei, na wysokości skrzyżowania z ulicą Masarską, frontem na północ znajduje się Pomnik Czynu Zbrojnego Proletariatu Krakowa autorstwa Antoniego Hajdeckiego z 1986 roku.

## Historia
Aleja ukształtowała się na początku XX wieku po zasypaniu koryta Starej Wisły, w związku z rozbudową Krakowa w kierunku Grzegórzek, przyłączonych w granice miasta w 1910 roku jako XIX dzielnica katastralna. Nazywana była „ulicą Wiślisko” do 1937 roku, kiedy to nadano jej obecną nazwę w uhonorowaniu zmarłego rok wcześniej Ignacego Daszyńskiego. Początkowo planowano dla niej zabudowę willową – przykład stanowi zachowana do dziś willa Bieniarzów według projektu Józefa Pokutyńskiego z 1923 roku. Dla zachodniej pierzei w 1934 roku Franciszek Mączyński zaprojektował osiedle składające się z bloków i ogrodów, powiązane z pobliską Halą Targową. Osiedle zrealizowano jednak dopiero w latach 1949–1951 według zmienionej koncepcji.

## Zabudowa
- al. Daszyńskiego 9 – kamienica, 1939.
- al. Daszyńskiego 14 – kamienica, ok. 1900.
- al. Daszyńskiego 17 – kamienica, proj. Józef Pokutyński, 1923.
- al. Daszyńskiego 20 – kamienica, proj. Józef Chmielewski, 1939.

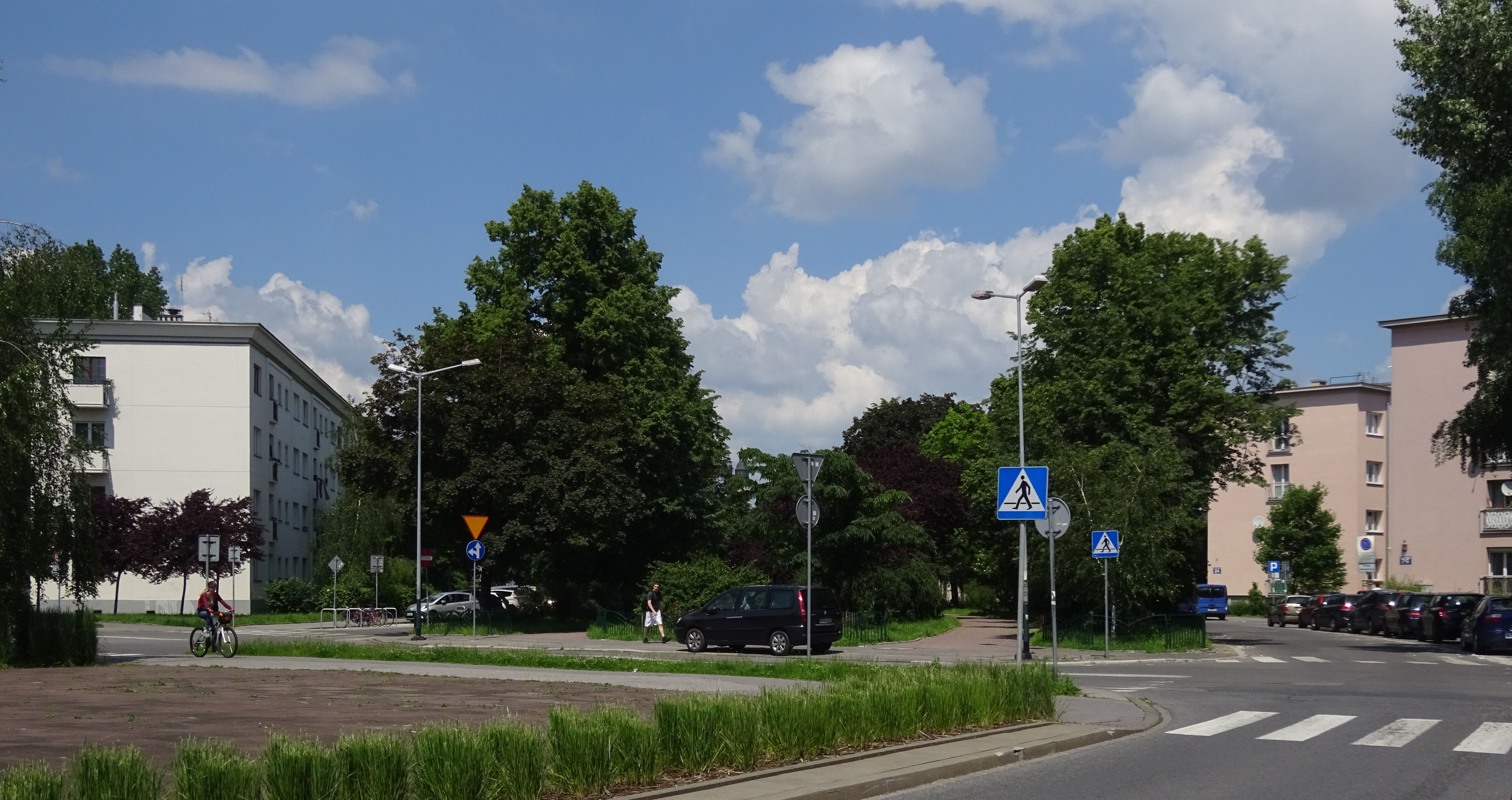
Widok alei od skrzyżowania z ulicą Masarską i Galerii Kazimierz w kierunku północno-zachodnim.
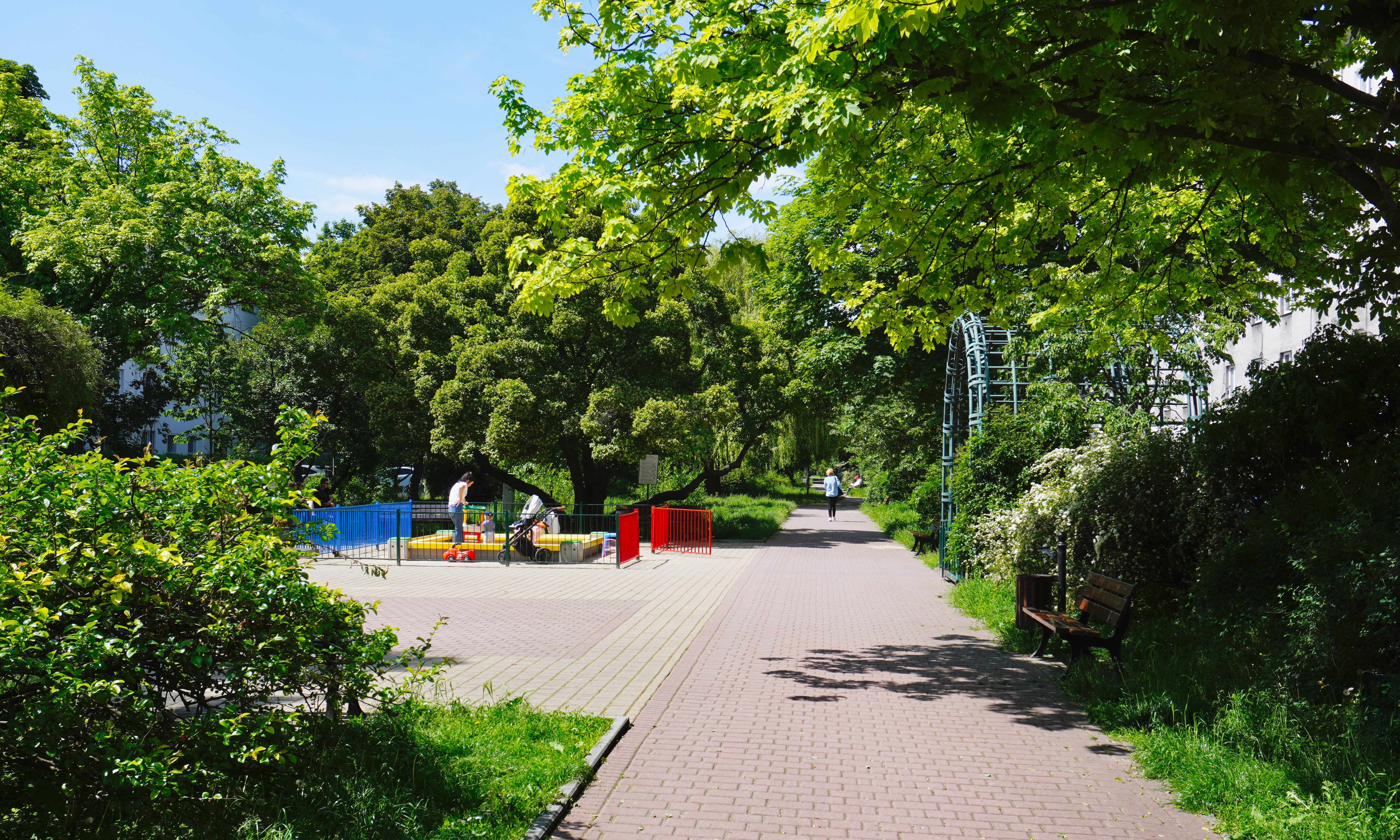
Planty Daszyńskiego
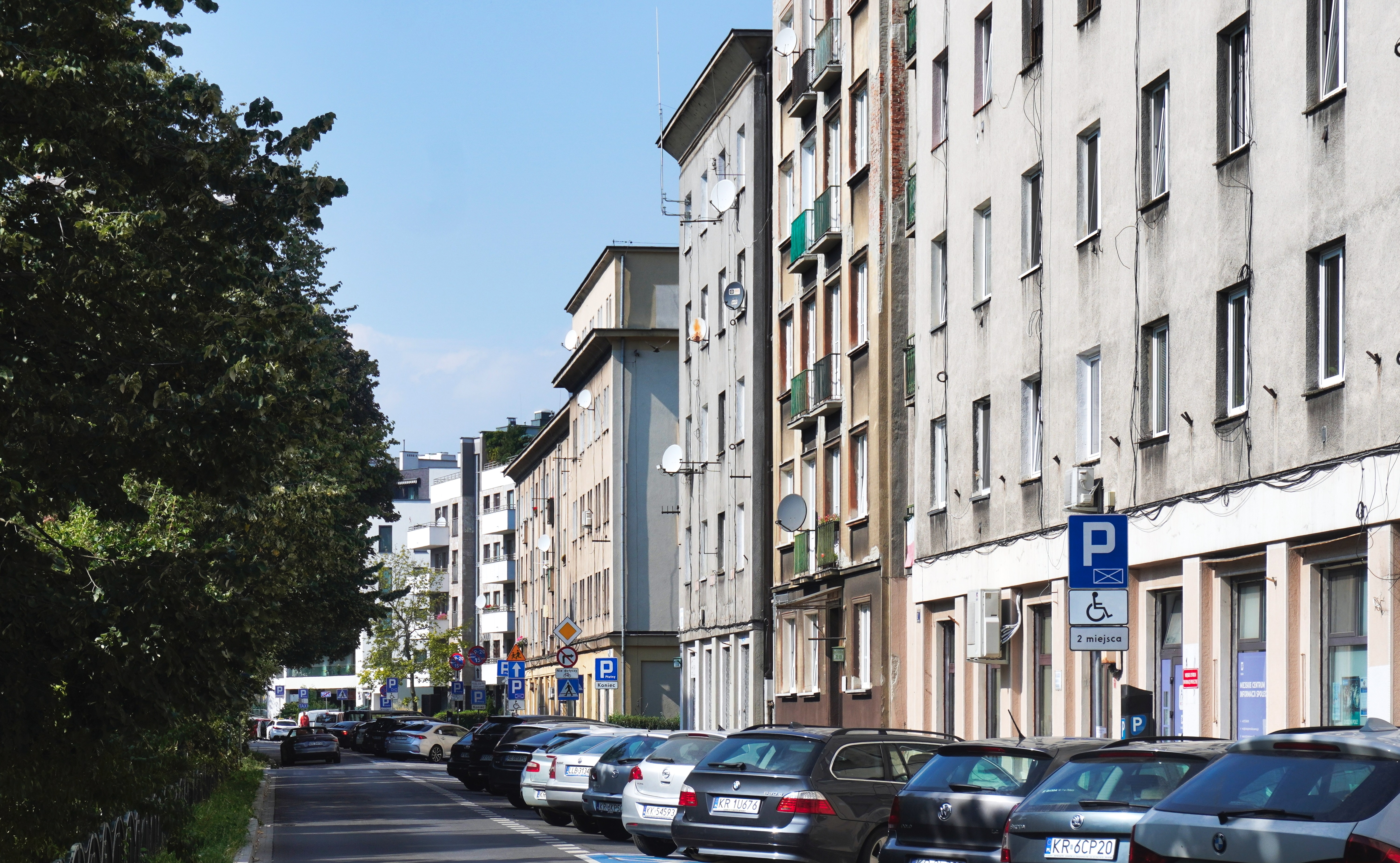
Zabudowa ulicy, widok od skrzyżowania z ul. Chodkiewicza na północny zachód
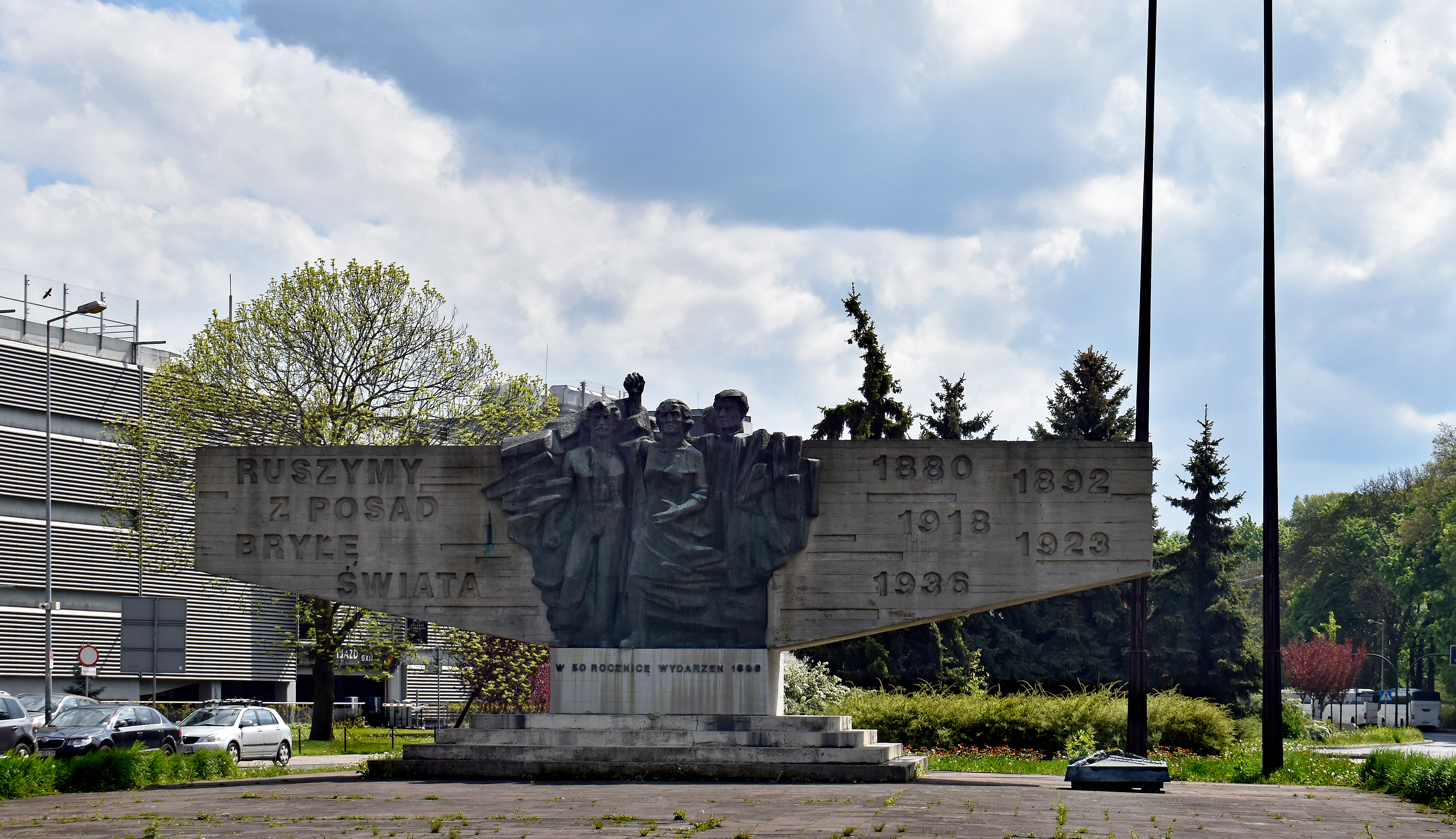
Pomnik Czynu Zbrojnego Proletariatu Krakowa

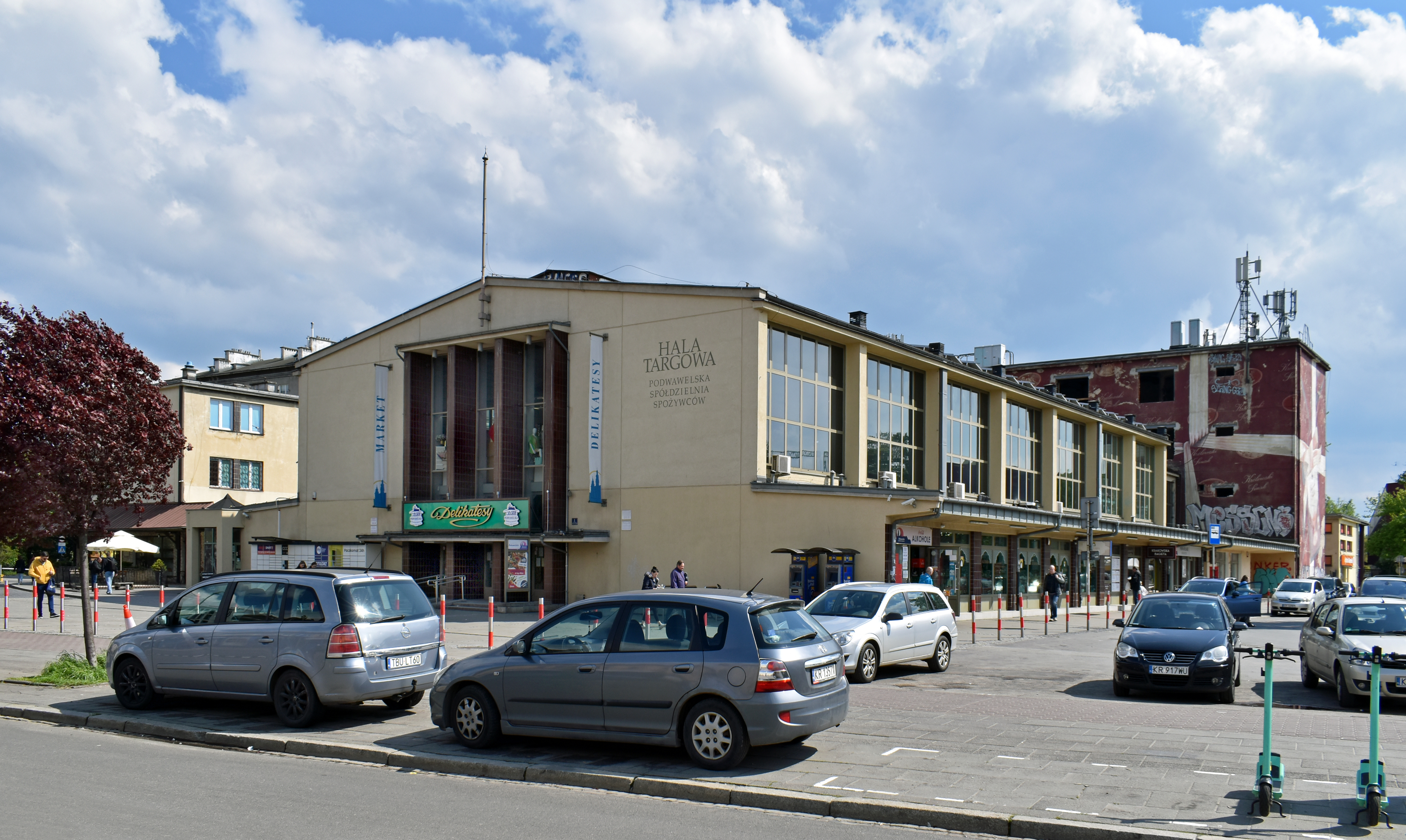
al. Daszyńskiego 3 Hala Targowa (proj. Juliusz Dumnicki, 1937)
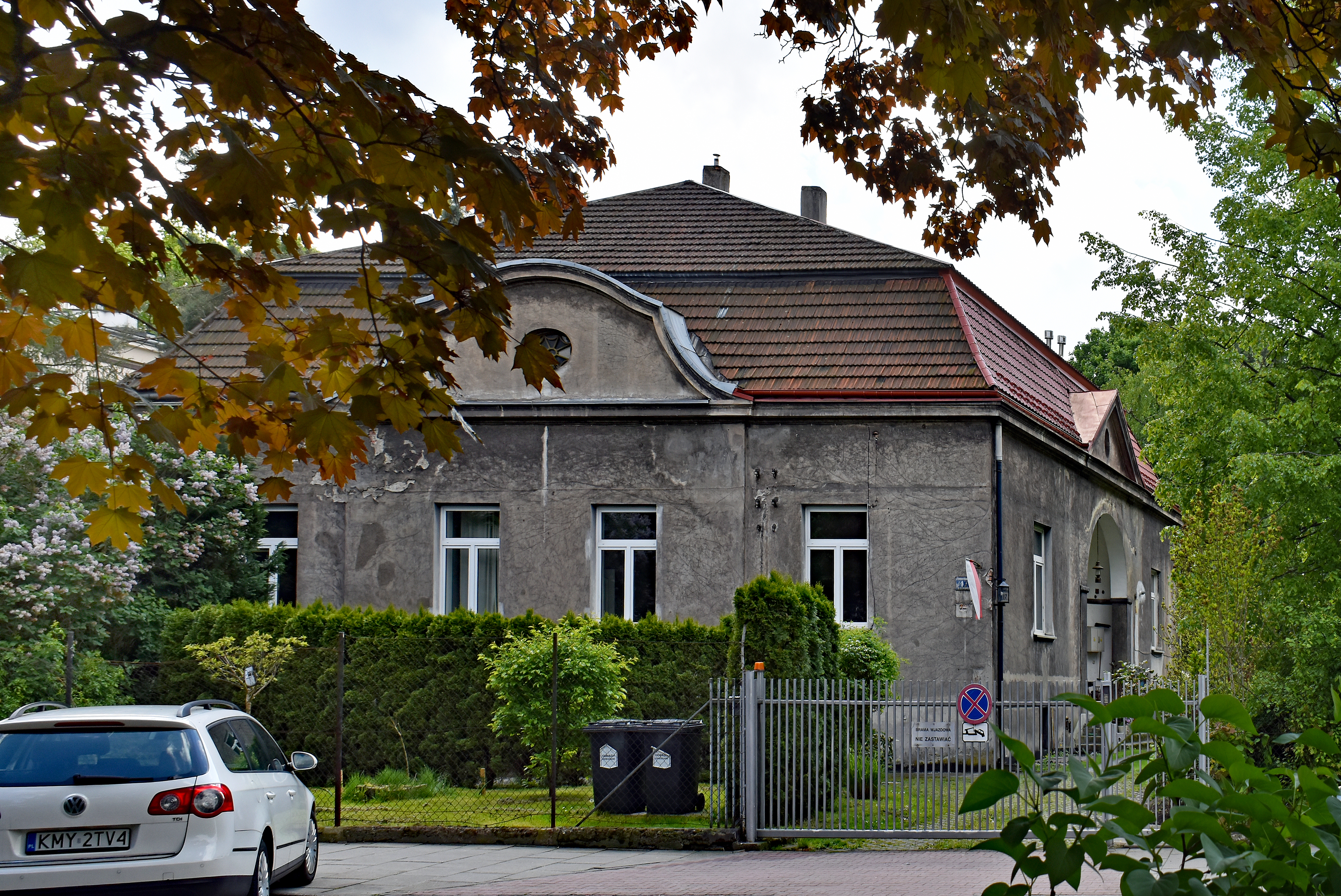
al. Daszyńskiego 17 Willa Bieniarzów (proj. Józef Pokutyński, 1923)